# Glossocratus orientalis
Glossocratus orientalis är en insektsart som beskrevs av Hajime Ishihara 1961. Glossocratus orientalis ingår i släktet Glossocratus och familjen dvärgstritar. Inga underarter finns listade i Catalogue of Life.